# Lytton (Iowa)
Lytton es una ciudad ubicada en el condado de Sac en el estado estadounidense de Iowa. En el Censo de 2010 tenía una población de 315 habitantes y una densidad poblacional de 614,25 personas por km².

## Geografía
Lytton se encuentra ubicada en las coordenadas 42°25′24″N 94°51′38″O / 42.42333, -94.86056. Según la Oficina del Censo de los Estados Unidos, Lytton tiene una superficie total de 0.51 km², de la cual 0.51 km² corresponden a tierra firme y (0%) 0 km² es agua.

## Demografía
Según el censo de 2010, había 315 personas residiendo en Lytton. La densidad de población era de 614,25 hab./km². De los 315 habitantes, Lytton estaba compuesto por el 99.05% blancos, el 0% eran afroamericanos, el 0% eran amerindios, el 0% eran asiáticos, el 0% eran isleños del Pacífico, el 0.32% eran de otras razas y el 0.63% pertenecían a dos o más razas. Del total de la población el 2.22% eran hispanos o latinos de cualquier raza.